# Nervus-obturatorius-Blockade
Die Nervus-obturatorius-Blockade (Obturatorius-Block) ist ein peripheres Regionalanästhesieverfahren, bei dem durch die Injektion von Lokalanästhetika im Bereich der Leiste der Nervus obturatorius reversibel blockiert wird. Der Obturatorius-Block ist ein relativ einfach durchzuführendes und nebenwirkungsarmes Verfahren, dessen wichtigste Indikation transurethrale Resektionen in der Blase darstellen.

## Anwendungsgebiete
Als Hauptanwendungsgebiet sind urologische Eingriffe an der Blase zu sehen, bei denen mittels Elektrokauterisation durch die Harnröhre (transurethral) Gewebe an der Seitenwand der Blase entfernt wird. Da der Nervus obturatorius unmittelbar außerhalb der Blasenwand verläuft, ist die Auslösung einer reflexartigen Kontraktionen der Adduktorenmuskeln am Bein, die durch ihn motorisch innerviert werden, möglich. Dadurch ist eine Blasenperforation durch das Resektoskop möglich.
Weitere Indikationen sind die Ergänzung eines inkompletten „3-in-1-Blocks“, Schmerzsyndrome im Hüftgelenk (sensible Äste des Ramus anterior) und Adduktorenspasmus-Zustände, bei welchen auch die Einlage eines Schmerzkatheters zur kontinuierlichen Schmerztherapie möglich ist.
Gegenanzeigen (Kontraindikationen) sind Infektionen oder Tumoren im Punktionsbereich sowie Ablehnung oder fehlende Kooperation durch den Patienten. Störungen der Blutgerinnung oder die Einnahme von gerinnungshemmenden Medikamenten, Gefäßprothesen im Leistenbereich und Nervenschäden stellen relative Kontraindikationen dar.

## Durchführung
Die Lagerung erfolgt in Rückenlage mit leicht abduziertem Bein der entsprechenden Seite. Die Identifikation des Nerven in der Leistenregion kann durch verschiedene Vorgehensweisen erfolgen. Oft wird das Aufsuchen mit Hilfe eines Nervenstimulators durchgeführt, der mit dem Ende der Punktionskanüle verbunden ist. Die Punktion erfolgt dabei in orthogonaler Richtung lateral des Adduktorenmuskelansatzes am Schambein. Eine alternative Punktionsweise richtet die Nadel in einem 45°-Winkel in Richtung Spina iliaca anterior superior. Die Lage der Nadelspitze in der Nähe des Nerven zeigt sich durch Muskelzuckungen der Adduktorengruppe am Oberschenkel. Auch eine ultraschallgesteuerte Punktion ist möglich. Bei korrekter Lage werden 10–20 ml Lokalanästhetikum (Prilocain, Mepivacain, Ropivacain) injiziert.

## Nebenwirkungen
Insgesamt sind Nebenwirkungen bei der Nervus-obturatorius-Blockade selten. Die Komplikationen entsprechen den allgemeinen Nebenwirkungen der peripheren Regionalanästhesie. Nervenschädigungen können durch direkte Verletzung mit der Kanüle oder durch toxische Effekte von Lokalanästhetika ausgelöst werden, die versehentlich in den Nerven (intraneural) eingespritzt werden. Diese Schäden lassen sich durch das Verwenden von stumpfen Kanülen und das Unterlassen von Injektionen bei Missempfindungen (Parästhesien) während der Durchführung vermeiden. Die Punktion eines Gefäßes kann zu einem Bluterguss (Hämatom) führen. Durch die versehentliche Injektion in Blutgefäße (intravasal) sind Auswirkungen auf das Herz-Kreislaufsystem (Bradykardie, Hypotonie, Kreislaufstillstand bei hohen Dosen) oder zentrale Nervensystem (Krampfanfälle, Bewusstseinsstörungen) möglich.